# Saranda Hashani
Saranda Hashani (ur. 20 maja 1996 w Gnjilanem) – szwajcarska i albańska piłkarka. Należała do szwajcarskiej reprezentacji U-19, a w latach 2016-2019 reprezentowała Albanię.